# Myrmarachne chapmani
Myrmarachne chapmani är en spindelart som beskrevs av Banks 1930. Myrmarachne chapmani ingår i släktet Myrmarachne och familjen hoppspindlar. Inga underarter finns listade i Catalogue of Life.